# 先进纤维材料
《先进纤维材料》（Advanced Fiber Materials）是由东华大学和中国材料研究学会主办，由施普林格·自然负责发行的同行评审材料学期刊。于2019年创刊，发行周期为双月刊，出版模式为混合式，出版文章包括研究型论文、综述文章、快报、观点、新闻和亮点。现任主编为朱美芳。关注领域主要为纤维和纤维相关设备领域的研究和应用。2022年影响因子（Impact Factor, IF）为16.1。
2018年10月进行创刊签约，于2019年正式出版发行。2021年被SCIE和ESCI数据库收录。2021年入选中国科技期刊卓越行动计划高起点新刊。
根据科睿唯安发布的《2023年度期刊引证报告》，自2021年起《先进纤维材料》连续三年位列纤维材料及纺织领域期刊首位,成为纤维材料及纺织领域重要国际期刊之一。

## 关注领域
《先进纤维材料》期刊主要关注纤维科学相关研究，为涵盖材料、化学、物理、生物、环境、环境等领域的跨多学科期刊。出版章以纤维和相关设备为主，包括：
- 新型聚合物纤维设计、合成
- 纤维与纺织品的化学、物理性质
- 高性能纤维及其复合材料
- 各种功能纤维的研究与应用
- 其他纤维相关材料和设备

## 数据库收录
《先进纤维材料》被以下的文献或机构的数据库收录：
- 科学引文索引扩展版（SCIE）
- EBSCO
- JSTOR
- 化学文摘社（CAS）
- ProQuest
- SCOPUS

等